# Ogorodnoje
Ogorodnoje (russisch Огородное, deutsch Ernsthof) ist ein kleiner Ort in der russischen Oblast Kaliningrad. Er gehört zur kommunalen Selbstverwaltungseinheit Munizipalkreis Osjorsk im Rajon Osjorsk.

## Geographische Lage
Ogorodnoje liegt 20 Kilometer nordwestlich der Rajonstadt Osjorsk (Darkehmen/Angerapp) an der Kommunalstraße 27K-115 von Luschki (Tarputschen/Sauckenhof) nach Opotschenskoje (Groß Skirlack). Ein Bahnanschluss besteht nicht.

## Geschichte
Ernsthof war ein kleines Gutsdorf, das im Jahr 1874 als Gutsbezirk dem neu eingerichteten Amtsbezirk Adamsheide (heute russisch: Abelino) im Kreis Darkehmen zugeordnet wurde. bildeten. Im Jahre 1907 zählte Ernsthof 41 Einwohner. Am 30. September 1928 schloss sich der Gutsbezirk Ernsthof mit dem Gutsbezirk Rogalwalde zur neuen Landgemeinde Rogalwalde zusammen.
Infolge des Zweiten Weltkrieges kam Ernsthof mit dem gesamten nördlichen Ostpreußen unter sowjetische Administration. Im Jahr 1950 erhielt der Ort den russischen Namen Ogorodnoje und wurde dem Dorfsowjet Nowostrojewski selski Sowet in Rajon Osjorsk zugeordnet. Später gelangte der Ort in den Nekrassowski selski Sowet. Von 2008 bis 2014 gehörte Ogorodnoje zur Landgemeinde Nowostrojewskoje selskoje posselenije, von 2015 bis 2020 zum Stadtkreis Osjorsk und seither zum Munizipalkreis Osjorsk.

## Kirche
Bis 1945 war Ernsthof aufgrund seiner mehrheitlich evangelischen Bevölkerung in das Kirchspiel Karpowen (1938–1946 Karpauen) eingepfarrt. Es gehörte zum Kirchenkreis Darkehmen (1938–1946 Angerapp, seit 1946: Osjorsk) in der Kirchenprovinz Ostpreußen der Kirche der Altpreußischen Union. Letzter deutscher Geistlicher war Pfarrer Ernst Salkowski.
Heute liegt Ogorodnoje im Einzugsbereich der evangelischen Gemeinde in Tschernjachowsk, die zur Propstei Kaliningrad der Evangelisch-Lutherischen Kirche Europäisches Russland (ELKER) gehört.